# 힐스테이트 세종 리버파크
힐스테이트 세종 리버파크(영어: Hillstate Sejong Riverpark) 또는 세종 힐스테이트 금강(영어: Sejong Hillstate Geumgang)은 대한민국 세종특별자치시 소담동 행정중심복합도시 3-3생활권 H3, H4블록에 개발 중인 총 6개동의 아파트 단지이다. 최고 48층의 초고층 주상복합 아파트 단지는 2개 동으로 구성되어 있다. 글벗초등학교와 글벗중학교 주변에 있고 2017년에 착공하여 2020년에 완공되었다. H3BL은 330세대, H4BL은 348세대로, 모두 합하면 678세대다. 시행사는 금강타워, 시공사는 현대엔지니어링, 신탁사는 KAIT 한국자산신탁이 맡고 있다.
완공되면 세종시에서 가장 높은 건물과 동시에 높은 아파트가 된다. 높이는 세종 한신더휴 리저브(48층, 150m)와 비슷하다.

## 역사
2015년 5월 세종시가 조감도를 공개하고 48층인 건축물을 허용했다. 2016년 세종 힐스테이트 금강 3-3생활권 H3BL·H4BL의 상가 및 아파트 분양 및 개발계획이 있었고 분양 임박이다. 2017년 4월 분양 및 착공했고 2018년 아파트 및 상가가 올라갔고 2020년 완공되고 같은 해 11월 입주하였다.

## 특징
행정중심복합도시에 위치한 세종시 랜드마크 최고 48층 주상복합상가이며 특이하고 초고층 주상복합 아파트 및 오피스텔이며 세종시 최초 아파텔이다. 이 랜드마크 아파트는 세종시판 63빌딩이며 미래를 즐길 수 있고 색깔이 다르고 상가가 있고 정부세종청사 등 전망을 볼 수 있게 된다.

## 내부 시설
이 시설에는 상가와 아파트 및 오피스텔의 시설이 들어서며, 아파트 672세대와 오피스텔 64실으로 구성되어 있다. H3블럭은 상가 1층에는 100호실과 2층은 24호실으로 구성되어 있다. 그 외에도 공공시설, 상업시설, 복합커뮤니티센터 등이 들어섰다.
| 층수                | 용도                                        |
| ------------------- | ------------------------------------------- |
| 3층 ~ 48층          | 아파트 및 오피스텔                          |
| 1층 ~ 2층           | 스트리트 상가, BRT대로변, 근린생활시설 등등 |
| 지하 2층 ~ 지하 1층 | 지하주차장                                  |

## 같이 보기
- 힐스테이트
- 세종특별자치시의 마천루 목록